# Crataegus tanacetifolia
Crataegus tanacetifolia — вид рослин із родини трояндових (Rosaceae).

## Біоморфологічна характеристика
Це помірно-колючий листопадний кущ чи дерево з прямовисними гілками, до 10 метрів у висоту. Стовбур іноді може досягати 40 см у діаметрі. Листки від зворотно-яйцюватих до ромбо-яйцюватих, 1.5–2.5 × 1.5–2.5 см, зелені, ворсинчасті, знизу більш густо, часточок 3–7, глибоких, на безплідних пагонах майже до середньої жилки, залозисто-пилчасті; ніжка листка 3–10 мм. Щитки 4–8-квіткові. Квітки білі, у діаметрі 2–2.5 см; чашолистки великі, трикутні. Плоди жовті, іноді з червоним рум'янцем, від кулястих до широко-грушоподібних, 1–2(2.5) мм у діаметрі, запушені, особливо біля верхівки та основи; у центрі плоду є до п'яти досить великих плодових кісточок. Період цвітіння: червень.

## Середовище проживання
Ендемік Туреччини. Населяє скелясті вапнякові схили в лісах з Abies, Pinus, Fagus, Quercus; на висотах від 800 до 1800 метрів.

## Використання

#### як їжа
Плоди вживають сирими чи приготовленими. М'якуш м'якою соковитої текстури з кисло/солодким яблучним смаком.

#### як ліки
Хоча жодних конкретних згадок про цей вид не було помічено, плоди та квіти багатьох видів глоду добре відомі в трав'яній народній медицині як тонізувальний засіб для серця, і сучасні дослідження підтвердили це використання.

#### інше
Вирощують як декоративну рослину в парках і садах. Деревина Crataegus, як правило, має хорошу якість, хоча вона часто занадто мала, щоб мати велику цінність. Деревина цінується для використання в токарній справі та традиційно використовується для таких цілей, як виготовлення ручок для інструментів, киянок та інших дрібних предметів.